# Lunay (cantante)
Lunay, pseudonimo di Jefnier Osorio Moreno (Corozal, 4 ottobre 2000), è un rapper e cantante portoricano.
La sua carriera è iniziata con le canzoni A Solas, Luz Apaga, Soltera e Soltera (remix). Il 25 ottobre 2019, ha pubblicato il suo album di debutto, Épico.

## Biografia
Da bambino, le sue passioni principali erano la batteria e il calcio. Grazie a questo sport, Osorio ha dichiarato di aver scoperto che la sua vocazione era la musica. Fin da piccolo si interessò al genere urbano, motivato dal successo che altri cantanti del genere in America Latina stavano raggiungendo. All'età di 12 anni, ha iniziato a registrare rap freestyle, i cui video sono stati poi pubblicato su Facebook. Aveva l'abitudine di improvvisare brani davanti ai suoi compagni di squadra di calcio, con alcune delle sue clip diventate virali. I suoi rap freestyle hanno attirato l'attenzione di produttori come Chris Jeday e Gaby Music.
Nel 2017, ha iniziato a caricare piccoli progetti musicali su SoundCloud sotto il nome di "Jefnier", entrando più seriamente nel settore della musica. Nel 2017, ha lanciato "Aparentas", totalizzando migliaia di riproduzioni su questa piattaforma e attirando l'attenzione di due dei produttori più riconosciuti a Porto Rico già citati: Chris Jeday e Gaby Music. Entrambi hanno contattato il giovane portoricano offrendogli un contratto discografico e, dopo aver firmato a maggio 2018, ha cambiato il suo nome d'arte in Lunay.
Lo stesso mese pubblica la canzone "Si Te Vas Conmigo" e un mese dopo "Dejame Saber". Lo stesso anno escono con "A Solas" con Lyanno e "Como La Primera Vez" con Amarion. Una delle sue prime collaborazioni è stata "Luz Apaga" con Ozuna, Rauw Alejandro e Lyanno, raggiungendo milioni di visualizzazioni su YouTube. Alla fine del 2018, il remix di "A Solas" è stato rilasciato assieme ad Anuel AA, Brytiago e Alex Rose, posizionandosi per diversi giorni sulla pagina di tendenza di YouTube. Nel marzo 2019, ha pubblicato il suo singolo "Soltera", che ha ottenuto oltre cinque milioni di visualizzazioni in cinque giorni su YouTube. "Soltera" è stato anche remixato in una versione con Daddy Yankee e Bad Bunny, anch'essi artisti portoricani.

## Stile musicale
Sul suo stile musicale, Lunay ha commentato che le sue canzoni non incoraggiano la violenza o denigrano le donne. In un'intervista rilasciata a Top 40, ha dichiarato: "Non necessariamente, anche se sono in questo mondo musicale, devo promuovere la violenza, che è contro la parola di Dio. Faccio solo quello che mi piace e conosco la relazione che ho con lui". Ha vinto il premio per artista "emergente" al Premios Juventud 2019.

## Discografia

### Album in studio
- 2019 – Épico
- 2021 – El niño

### Singoli
- 2024 – No Te Quieren Conmigo (feat. Gaby Music, Luar La L)
- 2020 – Relaciones
- 2020 – La cama Remix (feat. Myke Towers, Ozuna, Chenco Corleone, Rauw Alejandro)
- 2019 – Soltera
- 2019 – La cama (feat. Myke Towers)
- 2019 – Aventura (feat. Anuel AA & Ozuna)
- 2019 – Fin de semana
- 2019 – Llegale (feat. Zion & Lennox)